# جين روبرتس (كاتب)
جين روبرتس (بالإنجليزية: Gene Roberts)‏ هو محرر وصحفي ومراسل عسكري وكاتب أمريكي، ولد في 15 يونيو 1932 في بيكفيل في الولايات المتحدة.